# Gregor Benisowitsch
Gregor Benisowitsch (* 28. Januar 1957 in Zürich) ist ein Schweizer Bergsteiger und promovierter Jurist. Er arbeitet als selbständiger Rechtsanwalt und schreibt als Alpin-Experte Gutachten zu Bergunfällen. Im alpinen Gelände war er Sportkletterer der ersten Stunde und machte im In- und Ausland zahlreiche Erstbegehungen im extremen Fels. Auf einer Expedition nach China gelang ihm die Erstbesteigung von zwei Sechstausendern. Er gilt in der Schweiz als einer der renommiertesten Strafverteidiger und Geschädigtenvertreter. Zuvor amtete er zwei Jahre als juristischer Mitarbeiter am Gericht in Horgen und dann während 13 Jahren im Kanton Zürich als Untersuchungsrichter. Er ist Gründer und Präsident der Schweizerischen Fachstelle für Alpinrecht.

## Leben und Wirken
Nach der Matura am Mathematisch-Naturwissenschaftlichen Gymnasium (MNG) in Zürich studierte Benisowitsch an der Universität Zürich Rechtswissenschaften, wo er mit dem Lizentiat abschloss. Ab 1985 war er als Assistent für die Professoren Dietrich Schindler und Daniel Thürer tätig. 1987 wechselte er ans Bezirksgericht Horgen ZH und wurde 1989 zum Bezirksanwalt in Zürich und Dietikon gewählt. 1993 promovierte er mit seiner Dissertation über die Strafrechtliche Beurteilung von Bergunfällen und gründete die Schweizerische Fachstelle für Alpinrecht, deren Präsident er heute noch ist. Er absolvierte die Ausbildung zum SAC-Tourenleiter und Indoor-Kletterinstruktor. Von 1995 bis 2002 amtete Benisowitsch als Untersuchungsrichter zur Bekämpfung von grossen Betrugsfällen und Wirtschaftsdelikten (u. a. Swissair-Fall). 2003 legte er die Anwaltsprüfung ab und arbeitet seither in seiner eigenen Praxis in Thalwil ZH als Alpin-Experte, Strafverteidiger und Geschädigtenvertreter. Er ist mit Brigitte Benisowitsch-Germann verheiratet und Vater von vier erwachsenen Kindern. 

## Alpinismus
Benisowitsch wurde bereits als Kind von seinen Eltern ins Gebirge mitgenommen. Mit sechs Jahren stand er auf dem ersten Dreitausender und in den folgenden zehn Jahren bestieg er weit über 100 hohe Alpengipfel. 
Von 1975 bis 1977 durchstieg er als Seilschaftsführer diverse Extremklassiker (u. a. Badile NE-Wand, Cengalo NW-Pfeiler und Fuorikante). Im Alleingang bewältigte er mehrere alpine Felstouren bis zum 6. Schwierigkeitsgrad. 1978 gelang ihm die freie Begehung des Brown-Risses an der Aiguille-Blaitière Westwand (6 b/c), der damals schwierigsten Passage im Mont-Blanc-Gebiet (F) und eine Free-Solo-Durchsteigung des weissen Wändchens (7a/b; 20 ft.) im Klettergarten Uetliberg. 
Von 1979 bis 1980 folgten vier Erstbegehungen im Bockmattli mit Martin Scheel (u. a. Supertramp und Andromeda), sowie die Zweitbegehung der Kultroute „Superlative“ am Föhrenturm (Kanton Schwyz). 1981 realisierte er die Erstbesteigung von zwei Sechstausendern im Rahmen einer Expedition ins Minya-Konka-Gebirge (7600 m) in China (Provinz Szetschuan). 1982 kletterte er im Joshua Tree-Nationalpark (Kalifornien, USA) seilfrei die Route „Ripper“ im Grad 5.11 (30 ft.). 
Mit Georg Furger gelang ihm 1983/1984 die Erstbegehung der stark überhängenden „Isenburg“ am Chöpfenberg im Kanton Schwyz (7a, A0 oder 7c). Anschliessend besuchte er verschiedene bekannte Sportklettergebiete in den Alpenländern, in der Türkei, in Thailand, in Südafrika, den USA, in Australien und Neuseeland, wo er Routen bis zum Grad 7b/c wiederholte. Im Murg-, Dischmatal, am Susten- und Gotthardpass, in Chironico, im Hailoko-Tal (China), in New York, im Yosemite, im Joshua Tree (Kalifornien, USA) und in Wharepapa South (Neuseeland) meisterte er Boulderprobleme bis Fb 7a/b. Oberhalb von Amden (Kanton St. Gallen) erschloss er das Gebiet „Zuma Beach“ und den Westturm des Vorder Mattstock, wobei er fast alle der insgesamt 15 Routen (zwischen 6a+ und 7c, sowie zwei offene Projekte im Bereich 8a/b) rotpunkt kletterte. 
Seit 2007 ist er regelmässig in der Region Muskat (Oman) zu Gast, wo er diverse Deep-Water-Soloing-Routen (DWS) bis zum Grad 7c erstbegehen konnte.

## Publikationen
- Die strafrechtliche Beurteilung von Bergunfällen. Eigenverlag, Zürich 1993.
- Die Haftung der Bergsportführer und der alpinen Veranstalter. Innsbruck 2005.
- Rechtliche Stellung von Tourenleiterinnen und Tourenleitern des SAC. Aktualisierte Auflage, Bern 2011.